# Clube de Futebol Os Gavionenses
O Clube de Futebol Os Gavionenses é um clube português com sede na vila de Gavião, distrito de Portalegre. Foi fundado em 18 de junho de 1891. O clube disputa a 1º divisão distrital da Associação de Futebol de Portalegre.
A equipa disputa os seus jogos em casa no Estádio do Salgueirinho que tem uma capacidade para 500 espectadores.
Disputou duas vezes, entre 1938 e 1990 a Taça de Portugal, sendo em ambas as oportunidades eliminado na primeira fase.
Na época de 2008/09 voltou a subir a 3.ª divisão, tendo descido novamente ao distrital.

## Palmarés
- AF Portalegre 1ª Divisão: 2008/09[5]
- AF Portalegre Taça de Horna: 2022/23
- AF Portalegre Taça: 2021/22, 2010/11 e 2008/09
- AF Portalegre SuperTaça: 2010/11